# Killa Season
Killa Season è il quinto disco solista registrato in studio dal rapper Cam'ron pubblicato il 16 maggio del 2006 dalla Asylum Records e dalla Diplomat Records, Cam'ron, in questo album è anche produttore esecutivo, c'è una edizione limitata di questo album con un DVD Bonus con interviste e alcuni backstage sul film omonimo.

## Tracce
| #  | Titolo                  | Produttore/i                     | Featuring                           | Durata |
| -- | ----------------------- | -------------------------------- | ----------------------------------- | ------ |
| 1  | "Killa Cam (Intro)"     | Pro-V For Treetown Entertainment |                                     | 3:39   |
| 2  | "He Tried To Play Me"   | Charlmagne                       | Hell Rell                           | 3:40   |
| 3  | "Leave You Alone"       | Blackout Movement                |                                     | 3:26   |
| 4  | "Living A Lie"          | Ty Fyffe                         | Mo Money                            | 4:37   |
| 5  | "We Make Change"        | Jonathan Dugger                  | Juelz Santana                       | 4:09   |
| 6  | "Voicemail Interlude"   |                                  |                                     | 2:11   |
| 7  | "Wet Wipes"             | The Alchemist                    |                                     | 3:40   |
| 8  | "Touch It Or Not"       | Headbangaz Entertainment         | Lil' Wayne                          | 3:37   |
| 9  | "War"                   | Duke Da God                      | Hell Rell                           | 3:52   |
| 10 | "Triple Up"             | Headbangaz Entertainment         | 40 Cal.                             | 4:08   |
| 11 | "I.B.S"                 | The Heatmakerz                   |                                     | 3:33   |
| 12 | "Get Ya Gun"            | Big Tyme                         |                                     | 3:58   |
| 13 | "White Girls"           | The Beat Firm                    |                                     | 3:44   |
| 14 | "Girls, Cash, Cars"     | Stay Gettin' Productions         |                                     | 3:03   |
| 15 | "Do Ya Thing (remix)"   | Chad Hamilton                    |                                     | 3:40   |
| 16 | "Get 'Em Daddy (remix)" | I.N.F.O.                         | Hell Rell, J.R. Writer, & Jim Jones | 4:40   |
| 17 | "Voicemail Interlude 2" | Sancochito's Ent.                |                                     | 1:16   |
| 18 | "Something New"         | Boola                            | Hell Rell                           | 3:39   |
| 19 | "You Gotta Love It"     | I.N.F.O.                         | Max B                               | 3:59   |
| 20 | "Love My Life"          | Jonathan Dugger                  | Nicole Wray                         | 3:59   |